# Tricyphona hynesiana
Tricyphona (Tricyphona) hynesiana là một loài ruồi trong họ Pediciidae. Chúng phân bố ở vùng sinh thái Nearctic.